# Municipio de Pleasant (condado de Perry)
El municipio de Pleasant (en inglés, Pleasant Township) es un municipio del condado de Perry, Ohio, Estados Unidos. Tiene una población estimada, a mediados de 2024, de 866 habitantes.

## Geografía
Está ubicado en las coordenadas 39°39′20″N 82°7′25″O / 39.65556, -82.12361. Según la Oficina del Censo, tiene una superficie total de 42.0 km², de los cuales 41.3 km² corresponden a tierra firme y 0.7 km² están cubiertos de agua.

## Demografía
Según el censo de 2020, en ese momento había 842 personas residiendo en el municipio de Pleasant. La densidad de población era de 20.4 hab./km². El 96.6 % de los habitantes eran blancos, el 0.1 % es afroamericano y el 3.3 % eran de una mezcla de razas. Del total de la población, el 1.31 % eran hispanos o latinos de cualquier raza.